# Избави нас от лукавого (фильм, 2014)
«Избави нас от лукавого» (англ. Deliver Us from Evil) — фильм ужасов режиссёра Скотта Дерриксона. В главных ролях — Эрик Бана и Эдгар Рамирес. Премьера в США состоялась 2 июля 2014 года, в России назначена на 28 августа 2014. Фильм снят по мотивам автобиографической книги бывшего нью-йоркского полицейского Ральфа Сарчи «Остерегайтесь ночи» («Beware of the Night»).

## Сюжет
Полиция Нью-Йорка расследует серию тревожных и необъяснимых преступлений. Один из офицеров обращается за помощью к специалисту по экзорцизму, чтобы избавить город от дьявольской напасти.
Фильм начинается в 2010 году перестрелкой в пальмовой роще в иракской провинции Дияла. Три морских пехотинца обнаруживают пещеру, когда они заходят внутрь, их атакуют летучие мыши, от чего они начинают кричать, в этот момент их видео-канал шлема становится чёрным.
В Бронксе в 2013 году ветеран спецопераций полиции Нью-Йорка сержант Ральф Сарчи стоит над трупом младенца в темном переулке. Он и его напарник Батлер возобновляют ночное патрулирование 46-го участка. По радио раздаётся сигнал о домашнем беспорядке. Сарчи ищет дополнительную информацию у диспетчера и выясняет, что мужчина по указанному адресу — бывший морской пехотинец. Он говорит Батлеру, что его «радар» отключается, потому что, возможно, бывший морской пехотинец всё ещё думает, что он сражается на войне.
По приезде на место вызова Сарчи и Батлер сталкиваются с голым и сильно татуированным бывшим морским пехотинцем Джимми Тратнером, который настаивает на том, что его жена в порядке. Когда его жена поднимает голову, офицеры видят, что она сильно избита. Они замечают глубокие царапины на полу, опасаясь собаки, стараются выполнить арест. Однако Джимми яростно сопротивляется им, в конце концов выхватывает нож у Батлера и убегает из дома. Сарчи догоняет Джимми и арестовывает его; правда, получает серьезную рану предплечья, на которую придётся накладывать швы. Офицеры замечают, что ногти Джимми потрескались и кровоточат, и предполагают, что он психически болен или накачан наркотиками.
Сарчи и Батлера вызывают в зоопарк Бронкса после того, как женщина бросила ребенка в ров, окружающий львиный вольер. Они находят женщину в загоне для лемуров. Она яростно скребёт землю, и после того, как они арестовывают её, она читает текст песни, чтобы «прорваться (на другую сторону)».
Сарчи замечает в загоне для львов художника. Он входит в загон, чтобы допросить таинственного человека, но на него нападают львы и он едва спасается бегством.
Когда женщину, которую зовут Джейн Кренна, переводят из участка в психиатрическую лечебницу, к ней приезжает священник-иезуит Мендоса по просьбе её семьи. Он задает полицейским несколько вопросов о поведении Джейн в зоопарке. Когда поступает ещё один звонок о домашнем беспорядке, Сарчи решает, что он и Батлер поедут на вызов. В доме их встретила перепуганная семья из трёх человек, которая была вынуждена жить в гостиной после серии странных событий. По их словам есть одна часть дома, в которой лампочки мгновенно перегорают, а свечи не остаются зажжёнными.
Семья объясняет, что два маляра работали в подвале, в котором и происходило большинство странных событий. В подвале Сарчи обнаруживает сильно разложившееся тело одного из художников — Дэвида Григгса. В квартире Григгса, наводнённой тараканами и мусором, они находят визитки компании Alphonsus Painting company, а также фотографию Григгса и Джейн Кренной с ребёнком, которого она бросила в зоопарке. На другой фотографии Григгс изображён в морской форме с Джимми Тратнером и третьим морским пехотинцем Сантино. Они понимают, что Сантино, должно быть, и был тем художником в зоопарке.
Мендоса навещает Сарчи в участке и просит просмотреть записи с камер наблюдения за тот день в зоопарке. Он считает, что Джейн одержима демонами, и объясняет, что существует два вида зла: вторичное зло, созданное людьми, и первичное зло, которое исходит от демонов. Сарчи настроен скептически, но когда он вместе с Батлером просматривают записи с камер наблюдения, он слышит странные звуки и видит пугающие вещи, которые Батлер не видит. Сарчи возвращается в дом Джимми Тратнера и находит стену, которая была нарисована в домашнем офисе Джимми. Он соскребает краску, чтобы найти пиктограмму совы. В доме Сарчи его дочь лежит в постели, а мягкая игрушка совы зловеще смотрит на неё с полки в спальне. Она просыпается от странных звуков и пугается.
Вернувшись в дом Тратнера, Сарчи окончательно соскребает краску с остальной части стены, чтобы найти сакральные записи на латыни и изображения древних пиктограмм. Сарчи находит несколько жёстких дисков с кадрами из коллекции Тратнера и смотрит полную запись с его нагрудной камеры из пальмовой рощи в Дияле. В пещере солдаты нашли вырезанное из камня послание. Точно такое же находится на стене в доме Тратнера. Сарчи возвращается в подвал, где он нашёл тело Григгса, соскребает краску со стены и снова находит послание. Он просматривает записи с камер наблюдения зоопарка и видит, что то же самое сообщение было закрашено Сантино в вольере со львами. Вместе с Мендосой он навещает Джейн Кренну в психиатрической больнице и показывает ей послание из пещеры. В ответ на это она яростно кусает уже раненое предплечье Сарчи.
Мендоса расшифровывает послание как своего рода мост между христианской и языческой теологиями, который теоретически позволил бы демонам открыть дверь в человеческий мир. Он объясняет, что некоторые люди более восприимчивы к таким сообщениям, чем другие. Он предполагает, что голоса и образы, которые видит Сарчи, могут быть результатом его интуитивного «радара», что означает, что он также восприимчив к архаическому сообщению. Мендоса и Сарчи постепенно делятся друг с другом своими личными историями. Мендоса вместе с Сарчи и Батлером идут в жилой дом, где на них нападают Сантино и Джимми Тратнер. Тратнер покорён крестом Мендосы, а Сантино убивает Батлера и сбегает.
В доме Сарчи его дочь снова просыпается ночью. Её плюшевая сова скатывается с полки и направляется к кровати. Выбегая с криком из комнаты, девочка видит в коридоре Сантино. Вернувшись домой, Сарчи застаёт Сантино в его гостиной. Сантино предупреждает, что похитил жену и дочь Сарчи. Сарчи, помня, что, когда-то поддавшись приступу сильной злости, забил до смерти преступника, сдерживает себя и арестовывает Сантино. Сантино приводят в участок, где Мендоса и Сарчи проводят над ним обряд экзорцизма. После обряда они узнают, что жена и дочь Сарчи в полном здравии находятся в автофургоне на складе. Фильм заканчивается крещением второго ребёнка Сарчи.

## В ролях
| Актёр          | Роль                   |
| -------------- | ---------------------- |
| Эрик Бана      | Ральф Сарчи            |
| Эдгар Рамирес  | Джо Мендоза            |
| Оливия Манн    | Джен Сарчи             |
| Джоэл Макхейл  | Батлер                 |
| Шон Харрис     | Сантино                |
| Лолита Фостер  | патрульный полицейский |
| Дориан Миссик  | Гордон                 |
| Крис Кой       | Джимми Трэтнер         |
| Дженна Гэвигэн | Люсинда                |

## Создание
4 сентября 2012 года стало известно, что Скотт Дерриксон снимет фильм и напишет к нему сценарий, совместно с Полом Харрисом Бордманом, а на главную роль рассматривается Марк Уолберг. 9 апреля 2013 Deadline.com сообщил, что в фильме сыграют Эрик Бана, Эдгар Рамирес и Оливия Манн. 28 мая The Hollywood Reporter сообщил, что к актёрскому составу присоединились Джоэл Макхейл и Шон Харрис. 5 июня 2013 Дориан Миссик получил роль в фильме.
Съёмки фильма начались 3 июня 2013 и проходили в Нью-Йорке и Абу-Даби.
7 декабря фильм из «Beware the Night» был переименован в «Deliver Us from Evil».
7 марта 2014 вышел первый трейлер фильма.